# Siroka Melniska
Shiroka Melnishka, (bulgare : Широка мелнишка лоза / Šhiroka Melnišhka loza) est un cépage rouge bulgare. 

## Description
En bulgare, le nom du raisin signifie "vigne à feuilles larges de Melnik". En tant que cépage, Shiroka Melnishka a une affinité pour le chêne qui peut produire des notes de tabac prononcées. Les vins sont souvent comparés au Châteauneuf-du-Pape avec son profil d'épices et de puissance similaire. 
Le cépage est résistant aux maladies, sensible au gel, et à maturité tardive. 

## Histoire
Le vin était un favori particulier du Premier ministre britannique Winston Churchill. 

## Production
Il est planté principalement près de la frontière grecque.  Les producteurs notables de vin de la variété sont Abdyika Vineyard, Villa Melnik, Damianitza, Logodaj et Sintica.

## Synonymes
Le Shiroka Melnishka est souvent appelé Melnik (Мелник, distinct des autres variétés nommées d'après la ville) ou Melnik à larges feuilles.